# Nativity in Black
Nativity in Black é o álbum duplo em tributo a banda Black Sabbath que saíram em 1994 e em 2000. Todas as trilhas são covers de músicas clássicas do Black Sabbath, a maior parte delas interpretadas por bandas de Heavy Metal. O nome vem do suposto significado da música "N.I.B.".
O álbum recebeu Certificação de Ouro pela RIAA em 2000 por atingir a marca de 500 mil cópias vendidas nos EUA. A versão de  "Paranoid"  feita pelo Megadeth recebeu uma indicação ao  Grammy Awards em 1995 na categoria 'Best Metal Performance'.
A banda Bullring Brummies que faz o cover da música The Wizard no 1º Disco, é composta por Geezer Butler (baixista) e Bill Ward (baterista) do Black Sabbath, Rob Halford (vocalista) do Judas Priest, Scott "Wino" Weinrich (guitarrista) do Obsessed, Brian Tilse (guitarrista) do Fight e Jimmy Wood (guitarrista) do Harmônica.

## Nativity in Black: A Tribute to Black Sabbath (1994)
1. "After Forever" — Biohazard - 5:46
  - Lançada Originalmente no Disco Master of Reality.
2. "Children of the Grave" — White Zombie - 5:50
  - Lançada Originalmente no Disco Master of Reality.
3. "Paranoid" — Megadeth - 2:32
  - Lançada Originalmente no Disco Paranoid.
4. "Supernaut" — 1000 Homo DJs & Al Jourgensen - 6:39
  - Lançada Originalmente no Disco Black Sabbath, Vol. 4.
5. "Iron Man" — Ozzy Osbourne & Therapy? - 5:26
  - Lançada Originalmente no Disco Paranoid.
6. "Lord of This World" — Corrosion of Conformity - 6:25
  - Lançada Originalmente no Disco Master of Reality.
7. "Symptom of the Universe" — Sepultura - 4:15
  - Lançada Originalmente no Disco Sabotage (álbum de Black Sabbath).
8. "The Wizard" — Bullring Brummies - 5:01
  - Lançada Originalmente no Disco Black Sabbath.
9. "Sabbath Bloody Sabbath" — Bruce Dickinson & Godspeed - 5:36
  - Lançada Originalmente no Disco Sabbath Bloody Sabbath.
10. "N.I.B." — Ugly Kid Joe - 5:28
  - Lançada Originalmente no Disco Black Sabbath.
11. "War Pigs (Live)" — Faith No More - 7:02
  - Lançada Originalmente no Disco Paranoid.
12. "Black Sabbath" — Type O Negative - 7:45
  - Lançada Originalmente no Disco Black Sabbath.
13. "Solitude" — Cathedral - 4:52 (Somente na Versão Européia)
  - Lançada Originalmente no Disco Master of Reality.

## Nativity in Black II: A Tribute to Black Sabbath (2000)
1. "Sweet Leaf" — Godsmack - 4:54
  - Lançada Originalmente no Disco Master of Reality.
2. "Hole in the Sky" — Machine Head - 3:32
  - Lançada Originalmente no Disco Sabotage.
3. "Behind the Wall of Sleep" — Static-X - 3:31
  - Lançada Originalmente no Disco Black Sabbath.
4. "Never Say Die" — Megadeth - 3:46
  - Lançada Originalmente no Disco Never Say Die!.
5. "Snowblind" — System of a Down - 4:40
  - Lançada Originalmente no Disco Black Sabbath, Vol. 4.
6. "Electric Funeral" — Pantera - 5:53
  - Lançada Originalmente no Disco Paranoid.
7. "N.I.B." — Primus com Ozzy - 5:57
  - Lançada Originalmente no Disco Black Sabbath.
8. "Hand of Doom" — Slayer - 5:15
  - Lançada Originalmente no Disco Paranoid.
9. "Under the Sun" — Soulfly - 5:45
  - Lançada Originalmente no Disco Black Sabbath, Vol. 4.
10. "Sabbra Cadabra" — Hed PE - 3:12
  - Lançada Originalmente no Disco Sabbath Bloody Sabbath.
11. "Into the Void" — Monster Magnet - 8:03
  - Lançada Originalmente no Disco Master Of Reality.
12. "Iron Man (This Means War)" — Busta Rhymes - 4:38
  - Lançada Originalmente no Disco Paranoid.